# Personaggi di The Grudge
La serie di film Grudge presenta un ampio cast di personaggi creati principalmente dallo sceneggiatore Stephen Susco e Takashi Shimizu. La serie di film si concentra sulle persone colpite da una maledizione mortale che si diffonde come un virus e si manifesta in vari modi, come trasformare le persone in omicidi o che vengono perseguitate, portando alla fine alla loro morte, se entrano in contatto con la maledizione in qualsiasi modo. Tutti i film della serie hanno protagonisti diversi, con la prima Karen Davis interpretata da Sarah Michelle Gellar. La protagonista del secondo episodio e la sorella minore di Karen, Aubrey, è stata interpretata da Amber Tamblyn, mentre la protagonista di The Grudge 3, Lisa, è stata interpretata da Johanna Braddy.

## I fantasmi
I fantasmi sono gli unici personaggi che sono apparsi in tutti e tre i film di The Grudge . 

### Kayako Saeki
Stato: deceduto 
Fazione: umanità (precedentemente) / spirito vendicativo 
è il principale antagonista della serie The Grudge , nella vita, una normale casalinga, sposata con Takeo Saeki e madre di un bambino di nome Toshio. Quando era bambina, sua madre eseguiva esorcismi non ortodossi e trasmetteva a lei le maledizioni dei suoi clienti invece che a se stessa. Kayako e Toshio furono successivamente uccisi in un impeto di rabbia da Takeo dopo aver trovato il suo diario e scoperto che aveva dei sentimenti per un uomo americano di nome Peter. Diventando un Onryō dopo la sua morte, ora infesta la casa, insieme a quella di suo marito, figlio e gatto domestico di suo figlio, Mar. Un rumore gutturale e sferragliante di solito esce dalla sua bocca.
interpretato da (Takako Fuji e Aiko Horiuchi)

### Toshio Saeki
Stato: deceduto
Fazione: umanità (precedentemente) / spirito vendicativo 
era il figlio di Kayako e Takeo. Nella vita, gli piaceva disegnare e possedeva un gatto. Dopo aver assistito alla morte di sua madre per mano di suo padre, Takeo annegò Toshio nella vasca da bagno, prima di uccidere il gatto domestico di suo figlio. Ora lo spirito maledetto di Toshio abita la casa, insieme agli spiriti dei suoi genitori e del gatto. Di solito perseguita solo le persone, ma ci sono volte in cui ha ucciso. Fa un miagolio. 
interpretato da (Yūya Ozeki, Ohga Tanaka e Shimba Tsuchiya) 

### Takeo Saeki
Stato: deceduto
Fazione: umanità (precedentemente) / spirito vendicativo 
è il marito di Kayako. Takeo trova le voci del diario personale di Kayako, molte delle quali descrivono la sua ossessione d'amore per Peter Kirk. Di conseguenza, uccide lei e Toshio in un impeto di gelosia. Kayako lo impicca usando i suoi capelli come un cappio. Anche lui ritorna come un fantasma ma non ha una forma fantasma speciale come Kayako e Toshio. Non è stato visto fisicamente in The Grudge 3 se non attraverso filmati d'archivio.
Takeo era l'amore principale di Kayako e alla fine lo sposò e gli diede un figlio, Toshio. Takeo era un uomo molto orgoglioso e prepotente e talvolta maltrattava Kayako. Tuttavia, ha sopportato, cercando di andare dalla sua parte buona. Lo amava sinceramente e apparentemente lui l'amava abbastanza da essere l'unico a non ridere del suo strano comportamento. Ma le cose sono cambiate quando ha letto il suo diario, ha perso la testa e l'ha uccisa. 
Takeo si stabilì a casa sua quando tornò come un fantasma dopo la sua uccisione da parte di Kayako e finirono per restare insieme per molto tempo. Anche quando Kayako riuscì a lasciare la casa, Takeo la seguì.
(interpretato da Takashi Matsuyama

### Mar
- Stato: deceduto

- Fazione: Animale (precedentemente) / Spirito Vendicativo

 'Mar'  è un gatto nero che apparteneva a Toshio. Takeo lo annegò (insaccato in un forno a microonde cotto al microonde a morte in Ju-on: The Beginning of The End) insieme a suo figlio, motivo per cui il suo spirito è collegato allo spirito di Toshio, motivo per cui i suoi miagolii escono dalla bocca di Toshio. Mar compare di tanto in tanto, di solito per creare suspense, ea volte viene visto intorno a Toshio, il suo aspetto di solito è quello di avvertire le persone del loro imminente destino. Ha un miagolio prolungato e acuto, che a volte esce dalla bocca di Toshio. Non è stato visto in "The Grudge 3" tranne nei filmati d'archivio, anche se il suo miagolio usciva ancora dalla bocca di Toshio.

## Ju-on - Owari no hajimari (2014)
- Toshio Yamaga  È interpretato da Kai Kobayashi. L'inizio della maledizione della serie Ju-on, la persona che ci dice perché il sottotitolo è l'inizio della fine. Secondo l'ambientazione ristabilita, la famiglia Yamaga viveva effettivamente nella casa in cui si era trasferita la coppia Saeki. L'assistente sociale si recò a casa per trovare Toshio Yamaga, ma la casa era piena di puzza e in disordine, e in un angolo dell'armadio, Toshio Yamaga fu trovato morto con mani e piedi legati. Presumibilmente, fu abusato da suo padre. Naoto scopre che c'era un altro caso prima dell'omicidio della famiglia Saeki, e il nome di Toshio Yamaga gli è familiare . Toshio Yamaga era posseduto da Kayako, che desiderava disperatamente un figlio da lei, e Kayako diede alla luce Toshio. Tuttavia, a Takeo, che era stufo di Toshio, che si era allontanato da suo padre Takeo a causa del trauma di essere stato abusato da suo padre prima della reincarnazione, Kayako, che era impazzito, gli disse che Takeo non era il vero padre di Toshio e prese la madre Kayako e il gatto Mawa per mano del padre Takeo. vengono uccisi insieme
  - Kayako Saeki
  - Toshio Saeki  L'attore responsabile è Kai Kobayashi, che è lo stesso di Toshio Yamaga.[1]
  - Saeki Takeo  In origine, erano una coppia normale con la moglie Kayako, ma anche dopo aver saputo delle voci, Kayako disse che gli piaceva la casa perché era soleggiata e spaziosa, quindi non ebbe altra scelta che vivere nella casa di Toshio. Tuttavia, dopo essere stato maledetto da Toshio, uccise la moglie, il figlio e il gatto.
  - Nanami  L'attore responsabile è Trindle Raina.[2] Dopo aver visitato la casa di Toshio con i suoi amici, rimase angosciato quando scoprì che i suoi amici erano stati assassinati proprio mentre lo avevano trovato in casa. Più tardi, quando andò a casa di Toshio, fu portato via da Kayako e morì.
  - Yayoi  L'attrice in questione è Yuina Kuroshima . Mentre visita la casa di Toshio con i suoi amici, quest'ultimo viene maledetto e trascinato via dopo aver incontrato Kayako sotto le coperte. Viene assassinato proprio come uno dei dipinti trovati in casa, un dipinto raffigurante una persona senza la parte inferiore del corpo su un letto.[3]
  - Reena  L'attore responsabile è Kanazawa Miho, e i suoi amici con i suoi amici, e sarà maledetto da un ragazzo bianco, e morirà insieme. Incollalo). Tuttavia, gli amici credono che il nastro di Nanami cada con il cassetto della scrivania di Lina, e la mano bianca di Toshiro esca o la porta dell'altro cassetto cada come un cassetto della scrivania, e sembri Toshiro nel cassetto. Aoi non si accorge dell'esistenza di Toshiro, ma tornerà dando a Lina un talismano e un talismano , ma Lina continuerà a dire che la maledizione dell'uomo bianco (Toshio) sta cercando di uccidermi. L'atteggiamento di Lina era spaventato, e Aoi spruzzò Lina e andò a casa di Lina con Nanami. La maledizione di Toshio, ma gradualmente si calmò e alla fine riscaldò il latte in cucina, fece bollire il bollitore e versò il latte in una pentola. Si liberò, ma fu sorpreso dalla mano di Tosio sulla sua spalla, e il suo viso fu ustionato dal bollitore bollente, e il suo volto divenne insanguinato e fu trascinato nelle mani di Toshio, che fu tirato fuori dal frigorifero. La foto trovata nella casa di Tosio è la stessa di una persona insanguinata.
  - Aoi  , l'attrice responsabile, vive con Haori Takahashi, sua sorella mediatrice, e suo cognato. Quando visita la casa di Toshion con le sue amiche, scopre che le sue amiche sono scomparse a causa della sua maledizione e viene uccisa dal suo fantasma, proprio come il contenuto del dipinto che ha trovato in casa.[4]
  - La sorella maggiore di Aoi.  Come agente immobiliare, mentre lotta con la casa di Toshio che non viene venduta, il fratello minore Aoi scompare e rimane scioccato nel trovare il mento del fratello minore in bagno. In seguito, la casa viene venduta alla coppia Saeki, ma secondo il commento del marito, anche lei è morta, come se fosse stata maledetta.
  - Shono Yui[5]  L'attore responsabile è Nozomi Sasaki . Il suo incarico è presso la scuola elementare Nichihashi Third, ed è l'insegnante di classe di Toshio. A causa dell'improvvisa assenza del suo precedente insegnante, prende in carico la classe di terza elementare. Visita la casa di Toshio Saeki, che è stato assente da scuola per molto tempo e non può contattare nessuno della sua famiglia, e lì incontra una terribile maledizione.

  - Naoto Miyakoshi  L'attore principale è Sho Aoyagi . Nei panni del fidanzato di Yui, scopre segreti sulla famiglia Toshio e su Kayako e Toshio, così come su 19 anni prima.[6] Apprendiamo la verità su quanto accaduto in quella casa.

  - Kyosuke Taketa  L'attore responsabile è Yoshihiko Hakamada. Essendo il marito della sorella maggiore di Aoi, sapeva cosa era successo alla casa di Toshio e aveva perso sia la moglie che la cognata Aoi a causa della maledizione di Toshio. Informa Naoto, che stava scoprendo la verità sul caso, della maledizione che grava sulla casa.

## The Grudge

### Detective Jones
Detective Jones scopre Takeo Saeki ucciso sua famiglia

## The Grudge (film 2004)
The Grudge è il primo film della serie e un remake del film giapponese Ju-on: The Grudge. Segue una trama simile anche se con un finale diverso. Il film si concentra su Karen Davis e ruota attorno a Karen che incontra la maledizione e cerca di porvi fine prima che tutte le persone intorno a lei muoiano. Karen finisce per essere l'unica sopravvissuta. 

### Karen Davis
Gellar ha ricevuto elogi per la sua interpretazione di Karen in The Grudge .
- Stato: deceduto
- Fazione: umanità

Karen Davis (interpretata da Sarah Michelle Gellar ) è la protagonista di The Grudge. Inizia come infermiera americana che si trasferisce con il suo ragazzo a Tokyo. Dopo che la prima infermiera, Yoko, non si è presentata al lavoro, si offre volontaria per prendersi cura di Emma Williams, il che la fa cadere vittima della maledizione. Quando la maledizione inizia a rivendicare le persone intorno a lei, inizia a indagare sull'origine della maledizione. Decide di tornare a casa per impedire al suo ragazzo, Doug, di cadere nel rancore, ma fallisce. Karen quindi cerca di fermare la maledizione bruciando la casa, ma questo invece rilascia la maledizione. Karen viene successivamente ricoverata in un ospedale giapponese. È legata a un letto e costantemente sorvegliata dalla polizia. Ora è paranoica, traumatizzata e frenetica per fermare Kayako. Riceve la visita di sua sorella Aubrey, mandata dalla madre. Più tardi, una mano le afferra il braccio, causando il panico a Karen e lei si libera ed elude con successo la polizia mentre viene inseguita da Kayako. Quando raggiunge il tetto dell'ospedale, si allontana sul bordo del tetto e Kayako la spinge via, il che si traduce in Karen che cade mortalmente. Più tardi, alla fine di Grudge 2, proprio mentre Aubrey è tornata alla residenza di Saeki per affrontare Kayako, Aubrey vede Karen che chiama Doug e la segue solo per individuare Takeo che invece uccide Aubrey spezzandole il collo. Karen è la prima ad essere uccisa Aubrey vede Karen che chiama Doug e la segue solo per individuare Takeo che invece uccide Aubrey spezzandole il collo. Karen è la prima ad essere uccisaThe Grudge 2 e uno dei due personaggi diversi dai fantasmi ad apparire in più film.

### Doug
- Stato: deceduto
- Fazione: umanità

Doug (interpretato da Jason Behr ) è il fidanzato di Karen che studia all'Università di Tokyo e lavora al bar locale per fare ammenda. Vive con Karen e condividono un appartamento insieme. Quando Karen diventa ossessionata dallo scoprire cosa è successo a casa Saeki, si preoccupa e va a casa a cercarla, e viene attaccato fuori dallo schermo. In seguito Karen lo scopre indebolito e cerca di salvarlo, ma fallisce quando Kayako striscia giù per le scale e lo uccide.

### Alex
- Stato: deceduto
- Fazione: umanità

Alex (interpretato da Ted Raimi ) è un datore di lavoro per Karen. Le ha chiesto di sostituire la scomparsa Yoko. Più tardi, è entrato nella casa maledetta, dove ha trovato Emma Williams morta e Karen in stato di shock, e poi ha chiamato la polizia. Più tardi, quando tornava a casa dopo il lavoro, vede una pozza di sangue sul pavimento e scende le scale per indagare. Dopo essere sceso un po' ', ha individuato una donna che si rivela essere una Yoko sfigurata senza mascella inferiore. Mentre lui urla di paura, lei lo uccide e gli investigatori in seguito trovano il suo cadavere insieme a quello di Yoko.

### Nakagawa
- Stato: deceduto
- Fazione: umanità

Nakagawa (interpretato da Ryo Ishibashi ) è un detective impiegato a Tokyo. Lui ei suoi uomini sono sul caso della scomparsa di Yoko dal lavoro, e anche alcuni degli investigatori che lavorano per lui iniziano a scomparire. Durante le indagini, lui ei suoi uomini scoprono una mascella inferiore staccata (in seguito rivelata appartenere a Yoko), insieme ai corpi di diverse persone, ma un video di sicurezza dall'edificio degli uffici di Susan è ciò che lo convince che la storia della casa Saeki è collegata. agli omicidi. Quando entra in casa con due taniche di benzina, viene attirato dai rumori di Toshio che sta annegando e sale al piano di sopra per indagare. Quando entra in bagno, trova lì un ragazzo e cerca di salvargli la vita; tuttavia, mentre lo fa, Takeo appare dietro di lui e lo annega come ha fatto con suo figlio.
In The Grudge 2, viene visto brevemente in un video che Eason sta guardando. Nel video, Eason vede un Kayako appena visibile che si forma nella finestra della porta dietro dove è seduto il detective.

### Igarashi
- Status sconosciuto
- Fazione: umanità

Igarashi (interpretato da Hiroshi Matsunaga) è un detective e assistente di Nakagawa. Nel film ha visitato la casa della famiglia Saeki insieme a Nakagawa e lo aiuta nelle indagini. Non è noto se abbia ricevuto la maledizione dalla famiglia Saeki e in seguito lo abbia ucciso (è vagamente confermato in una scena cancellata che è davvero morto).

### Suzuki San
- Status sconosciuto
- Fazione: umanità

Suzuki San (interpretato da Hajime Okayama) è un agente immobiliare. Nel film mostra la casa della famiglia Saeki alla Williams. Quando cerca di sbloccare il bagno, il fantasma di Toshio gli afferra il braccio. Non è noto se abbia ricevuto la maledizione da lui e in seguito lo abbia ucciso (anche se in una scena cancellata, viene effettivamente confermato morto).

### Matthew Williams
- Stato: deceduto
- Fazione: umanità

Matthew Williams (interpretato da William Mapother ) è un uomo d'affari americano che trova lavoro a Tokyo, in Giappone. A sua moglie Jennifer non piace la loro vita in Giappone, perché non parla la lingua e non capisce la loro cultura; le assicura che se le cose non migliorano torneranno negli Stati Uniti. Un giorno, quando torna a casa dal lavoro, trova la casa in un disastro totale e sua moglie in una strana trance su un letto. Cerca di chiedere aiuto, ma viene ucciso da Toshio prima che possa fare qualsiasi cosa. Viene prima posseduto da Takeo, e caccia Susan fuori di casa prima di trascinare il corpo di sua moglie in soffitta (nella scena cancellata), dove Toshio lo segue. Più tardi, il detective Nakagawa ei suoi uomini scoprono il suo cadavere insieme a quello di sua moglie in soffitta.

### Jennifer Williams
- Stato: deceduto
- Fazione: umanità

Jennifer Williams (interpretata da Clea DuVall ) è la moglie di Matthew Williams. È infelice in Giappone a causa della sua incomprensione della cultura, dell'incapacità di parlare la lingua e del fatto che Emma non le piace. Suo marito Matthew le assicura che torneranno negli Stati Uniti se le cose non miglioreranno. Mentre Matthew è al lavoro, viene svegliata dal rumore di una ciotola che colpisce il pavimento. Dopo aver ammonito Emma per aver combinato il caos, vede le impronte del bambino salire le scale e le segue fino alla sua camera da letto (e quella di Toshio). Viene uccisa da Toshio, che la soffoca sul letto in modo vagamente. Matthew quindi trascina il suo corpo al piano di sopra, che viene scoperto da solo con il suo dal detective Nakagawa. La loro morte è considerata un omicidio suicida.

### Emma Williams
- Stato: deceduto
- Fazione: umanità

Emma Williams (interpretata da Grace Zabriskie ) è la madre di Matthew e Susan Williams. Soffre di una grave demenza e ha bisogno di persone che la assistano. È l'unica dei Williams a conoscenza della presenza della maledizione, ma non fa e non dice nulla a causa delle sue condizioni. Ha l'abitudine di alzarsi e prendere il cibo ogni volta che vuole, e spesso lascia un pasticcio dietro, una volta disturbando Jennifer con un po' 'di rumore che aveva fatto. Ha solo una frase nel film prima di essere uccisa dalla maledizione - "Voglio solo che mi lasci in pace!".

### Susan Williams
Strickland è stata scelta per il suo successo nel suo precedente film Anacondas: The Hunt for the Blood Orchid .
- Stato: deceduto
- Fazione: umanità

Susan Williams (interpretata da KaDee Strickland ) è la sorella di Matthew Williams (William Mapother). È una donna d'affari impiegata a Tokyo. Diventa nervosa quando non è in grado di contattare Matthew, e i fantasmi di Toshio e Kayako in seguito giocano con lei, venendo a disturbarla. Dopo molte corse e un tentativo di ottenere aiuto, ricorre a nascondersi sotto un piumone. Viene uccisa da Kayako, che la trascina sotto il piumone. È l'ultima dei Williams a morire e non vive in casa Saeki.

### Peter Kirk
- Stato: deceduto
- Fazione: umanità

Peter Kirk (interpretato da Bill Pullman ) era un docente in una delle università di Tokyo e l'infatuazione di Kayako. Quando è andato a casa dei Saeki, ha scoperto l'ossessione di Kayako per lui e ha trovato la famiglia morta. Il giorno dopo, davanti alla moglie Maria e al mattino presto, si suicida gettandosi dal balcone. Non è noto se sia stato posseduto dalla maledizione.

### Yoko
- Stato: deceduto
- Fazione: umanità

Yoko (interpretato da Yōko Maki ) è una giovane infermiera giapponese che parla inglese e fa volontariato presso il Care Center; è la predecessore di Karen come custode di Emma Williams. Un giorno mentre allattava Emma all'inizio di The Grudge, vede il mucchio di immondizia sul pavimento che segue fino alla porta della soffitta. Quando sale le scale e usa l'accendino, intravede Kayako che la trascina in soffitta e la uccide. Più tardi, Alex è testimone di una donna, che inciampa nel centro di cura. Si accorge subito che sta succedendo qualcosa di strano e scivola su qualcosa per scoprire che la donna sta grondando sangue. Rendendosi conto che è Yoko, le chiede cosa sia successo, al che lei si volta per rivelare il suo volto orribile e senza mascelle. Alex viene poi trovato morto. Viene rivelato che ciò che ha effettivamente ucciso Alex era Kayako, non il fantasma di Yoko, perché Kayako possedeva il cadavere di Yoko ed è tornato per mietere vittime nel Centro. Questo spiega perché la polizia ha trovato solo la mascella di Yoko nell'attico, e perché anche Kayako non era nell'attico nello stesso momento in cui la polizia è andata lassù.
In una scena cancellata, le pompe funebri spiegano che, poiché il sangue di Yoko aveva coperto il cadavere di Alex, era plausibile che lo avesse ucciso, anche se ciò avrebbe richiesto che fosse sopravvissuta per 3 giorni senza la sua mascella.

### Maria Kirk
- Stato: vivo
- Fazione: umanità

Maria Kirk (interpretata da Rosa Blasi ) è la moglie di Peter Kirk. Dopo essersi svegliata una mattina, assiste al suicidio del marito. Maria è stata successivamente interrogata da Karen riguardo a suo marito prima della sua morte. Era anche all'oscuro dell'amore / ossessione di Kayako per Peter, ma non è ancora toccata dalla maledizione poiché non è entrata in casa da sola.

## The Grudge 2 (film 2006)

### Aubrey Davis
Amber Tamblyn ha fatto il suo debutto nel remake giapponese in The Ring del 2002 nei panni di Katie Embry.
- Stato: deceduto
- Fazione: umanità (precedentemente) / spirito vendicativo (forse)

Aubrey Davis (interpretata da Amber Tamblyn ) è la sorella minore di Karen e la protagonista di The Grudge 2 . Vive a Pasadena, in California, e un giorno viene chiamata a casa di sua madre. La signora Davis racconta ad Aubrey cosa è successo a Karen e Doug prima di annunciarle che volerà a Tokyo, in Giappone, per riportare indietro Karen. Aubrey viene spinto a indagare sulla morte di Karen (dopo che Karen è stata spinta giù dal tetto dell'edificio dell'ospedale da Kayako) e cerca almeno di fermare la maledizione di Kayako. Durante la sua visita alla Casa Saeki, viene misteriosamente distorta nel tempo; alla notte dei primi omicidi. Lì, viene violentemente uccisa da Takeo Saekiesattamente nello stesso modo in cui lo era Kayako. Si è trasformata in un fantasma perché è morta per l'estremo dolore e il dolore. Da quel momento in poi, sostituisce Kayako fino a quando Allison non si trova faccia a faccia con lei. Non si sa se risieda ancora in casa come sostituto di Kayako.

### Allison Fleming
La performance di Arielle è stata così positiva che è stata nominata per un premio per adolescenti.
- Stato: deceduto
- Fazione: umanità

Allison Fleming (interpretata da Arielle Kebbel ) è una nuova studentessa americana di Chicago, Illinois USA che frequenta la Tokyo International Schoola Tokyo, in Giappone. Due famose studentesse americane e giapponesi, Vanessa e Miyuki, fingevano di essere sue amiche. La portano a casa della famiglia Saeki e la chiudono nell'armadio, solo per scoprire che la porta è bloccata quando provano ad aprirla. Vede il fantasma di Aubrey lì (che il pubblico dovrebbe pensare sia Kayako), e di conseguenza la maledizione cade su di lei. Mentre il film va avanti, è costantemente perseguitata dalla maledizione e inizia a prendere la vita delle persone intorno a lei, tra cui Vanessa e Miyuki. Riesce a evitare la maledizione durante tutto il suo soggiorno in Giappone, ma ha quasi perso tutta la sua sanità mentale quando Jake la vede aiutata dai suoi genitori nel corridoio del complesso di appartamenti. Durante la sua permanenza negli appartamenti è costantemente tormentata da Kayako, Toshio, Vanessa e Miyuki. Alla fine viene uccisa da Kayako dopo un paio di notti a casa; il fantasma appare nell'ombra del suo stesso cappuccio e si toglie la vita proprio di fronte a Jake, prima di attaccarlo.
Allison è la causa della raccolta di maledizione nel complesso di appartamenti in primo luogo. È del tutto possibile che i suoi genitori siano stati maledetti da lei, e in seguito i suoi genitori hanno diffuso la maledizione ai genitori di Jake mentre erano insieme a una cena a cui stavano parlando di uscire. Allison è l'ultima uccisa. Ha risposto l'ultima volta a Jake prima di essere uccisa dalla maledizione: "Mi ha seguito qui. Mi hanno seguito qui".
In The Grudge 3 , viene rivelato che il corpo di Allison non è mai stato trovato.

### Vanessa Cassidy
- Stato: deceduto
- Fazione: umanità / fantasma vendicativo

Vanessa Cassidy (interpretata da Teresa Palmer ) è una popolare e ingannevole studentessa americana che frequenta la Tokyo International High Schoolcon Miyuki. Lei e Miyuki tentano di scattare una foto di Allison spaventata nella vecchia casa per scherzo. Quando Allison urla di terrore (dopo aver visto un fantasma), Vanessa scappa in preda al panico codardo, seguita da vicino da Miyuki. A scuola, lei e un gruppo di altre ragazze molestano Allison, in particolare quando hanno sentito che doveva andare a vedere lo strizzacervelli della scuola. La maledizione, tuttavia, non smette di provocarla come fa Miyuki e Allison; viene presa da Kayako dopo aver tentato di fare una chiamata in una cabina telefonica. In cabina, nota Toshio seduto ai suoi piedi e i capelli di Kayako escono dal telefono e la avvolgono, soffocandola a morte. Più tardi, lei e Miyuki appaiono come fantasmi nell'ufficio del preside Dale (anche la preside stessa è un fantasma) mentre Allison è lì. Vanessa e Miyuki continuano a perseguitare Allison fino alla sua morte.

### Miyuki Nazawa
- Stato: deceduto
- Fazione: umanità / fantasma vendicativo

Miyuki Nazawa (interpretata da Misako Uno ) è una studentessa giapponese della Tokyo International High School e una delle migliori amiche di Vanessa. La aiuta a fare uno scherzo meschino alla loro compagna di classe Allison Fleming, anche se sembra piuttosto insicura della loro visita a casa Saeki. Riceve la maledizione per essere stata in casa ed è la prima delle 3 studentesse ad essere uccisa; mentre è in un love hotel con il suo fidanzato Michael, Kayako la solletica sotto le coperte, facendole pensare che sia Michael solo scherzando, e alla fine la uccide trascinandola nello specchio dietro il letto. Quando Allison è nell'ufficio del preside Dale per la terza volta, vede Miyuki, Vanessa e il suo preside tornati come fantasmi.

### Eason
- Stato: deceduto
- Fazione: umanità

Eason (interpretato da Edison Chen ) è un giornalista di Hong Kong che sta indagando sugli eventi paranormali creati dalla maledizione di Kayako. È stato lui a salvare Karen dall'incendio della casa e si presenta ad Aubrey quando lei va in ospedale. Durante il suo soggiorno in Giappone, fa domande ad Aubrey sulla maledizione e la sostiene anche come amica. Dopo un po' ', scopre che il fuoco che Karen ha appiccato alla casa non ha eliminato la maledizione, affermando invece che ha peggiorato qualcosa. È stato ucciso da Kayako nella sua stanza buia, quando Kayako è emerso da una delle foto. Il suo cadavere viene successivamente ritrovato da Aubrey, che viene poi posseduto da Kayako e quasi la uccide.

### Jake Kimble
- Stato: deceduto
- Fazione: umanità

Jake Kimble (interpretato da Matthew Knight ) è un ragazzo che vive in un appartamento a Chicago insieme a Bill, suo padre, Lacey, sua sorella e Trish, la sua matrigna, che si è appena trasferito. In The Grudge 2 , scopre strani avvenimenti nel suo appartamento, e ne diventa sempre più turbato man mano che il film va avanti. Alla fine del film, trova i cadaveri di suo padre e sua sorella, e vede la sua matrigna essere annegata da Toshio. Quando trova Allison nel corridoio, le chiede cosa ha portato a Chicago con lei, e lei risponde solo "mi ha seguito qui" prima di essere ucciso da Kayako, che poi attacca Jake subito dopo.
In The Grudge 3 , Jake è ricoverato in un manicomio. È diventato paranoico e traumatizzato come Karen e Allison dopo essere stato esposto alla maledizione per troppo tempo. Finisce per essere ucciso da Kayako all'inizio del film essendo gettato per la stanza dall'invisibile Kayako. Quindi, giace in una pozza di sangue, con quasi tutte le ossa del suo corpo rotte. La maledizione rinasce nel suo appartamento. Jake è stato l'unico sopravvissuto in The Grudge 2 (presumibilmente: ci sono alcuni personaggi in cui non è specificato cosa gli è successo) e il primo ucciso in The Grudge 3 e insieme a Karen, sono gli unici personaggi (oltre ai fantasmi Saeki) apparire in più di un film.

### Trish Kimble
L'attrice di successo Jennifer Beals in The Grudge 2
- Stato: deceduto
- Fazione: umanità

Trish Kimble (interpretata da Jennifer Beals ) è la nuova matrigna di Jake e Lacey e la seconda moglie di Bill. È una donna gentile e tenera per cominciare, ma spaventa Jake e sembra avere un pessimo rapporto con lui. Diventa gradualmente più interessante quando la maledizione arriva al complesso di appartamenti. I rumori nell'appartamento iniziano a disturbarla, e in seguito diventa sotto l'influenza di Kayako, che la spinge ad uccidere suo marito con olio bollente e una padella. Più tardi, Jake la trova in una vasca da bagno con uno sguardo vuoto, rivelandogli la presenza della maledizione su di lei. Viene uccisa da Toshio, che la annega nella vasca da bagno, solo pochi secondi dopo aver detto al suo figliastro "è ora del tuo bagno, Jake".
In The Grudge 3 , viene rivelato che Trish è diventato il principale sospettato delle morti in atto di omicidio-suicidio.

### Bill Kimble
- Stato: deceduto
- Fazione: umanità

Bill Kimble (interpretato da Christopher Cousins ) è il padre di Jake. È un padre di famiglia gentile e amorevole, ma in seguito viene influenzato da Takeo. Questo comincia a mostrare di più quando inizia a comportarsi in modo strano e non come se stesso; la sua influenza da parte dello spirito è indicata quando sente Trish parlare al telefono con un uomo di nome Nate, e inizia a stringere le chiavi nel pugno fino al punto in cui gli fa sanguinare la mano. Da quel momento in poi, pensa che sua moglie abbia una relazione e la rimprovera la mattina seguente, mentre lei gli prepara la colazione. Quando lui le urla per aver bruciato la sua pancetta, lei (essendo sotto l'influenza di Kayako) lo uccide facendogli versare sulla testa dell'olio caldo da una padella e poi picchiandolo con la stessa padella. Jake più tardi trova il suo cadavere nella camera dei suoi genitori.

### Lacey Kimble
- Stato: deceduto
- Fazione: umanità

Lacey Kimble (interpretata da Sarah Roemer ) è una giovane cheerleader e la sorella maggiore di Jake. Le importa molto di suo fratello e passa una notte con lui quando viene svegliato e spaventato dai colpi della porta accanto. Jake la guarda, sembrando vederla come l'unica che capisce con cosa ha a che fare, ma è inconsapevole e non è influenzata dalla maledizione fino alla fine. Jake in seguito la trova morta con la testa sospesa nell'acqua in una vasca da bagno, indicando che la maledizione l'aveva uccisa annegandola.
In The Grudge 3 , viene rivelato che Lacey è stata assassinata da Trish.

### Nakagawa Kawamata
Mrs Nakagawa Kawamata
- Stato: deceduto
- Fazione: umanità

Nakagawa Kawamata (interpretata da Kim Miyori ) è una madre di Itako, Kayako e Naoko, nonna materna di Toshio e suocera di Takeo e Actarus. ha usato sua figlia per "mangiare" gli spiriti maligni che scacciava dai suoi pazienti, segnando Kayako per il resto della sua vita. Nel film, spiega ad Aubrey Davis che non è colpa sua se la maledizione è stata creata, piuttosto perché sua figlia era sciocca ed è stata uccisa per la rabbia di Takeo, e che non c'è modo di fermarla. Viene quindi uccisa dallo spirito vendicativo di Kayako , anche se sembrava che fosse morta di infarto .

### Signora Davis
- Stato: deceduto
- Fazione: umanità

La signora Davis (interpretata da Joanna Cassidy ) è la madre di Karen e Aubrey. È estremamente malata, tossisce ripetutamente e mai una volta nel film viene vista alzarsi dal letto. Dato che ovviamente non può andare in Giappone per cercare Karen da sola, manda Aubrey a fare il lavoro per lei. La signora Davis vede Karen come un essere umano di gran lunga superiore a Aubrey, e spesso fa commenti scortesi ad Aubrey, anche durante la loro ultima conversazione insieme (prima della morte di Aubrey) al telefono. Aubrey le dice che la ama ma non può più trattarla in quel modo prima della sua morte nella casa dei Saeki. È uno dei pochi personaggi a non incontrare mai la maledizione, ma è indeciso se la sua malattia l'ha uccisa nel prossimo futuro. Inoltre, non è noto se sia a conoscenza della morte di Aubrey. Nel finale alternativo (versione non classificata) la maledizione viaggia fino a Pasadena per reclamarla, quindi non è noto se sia morta a causa della sua malattia o di Kayako. Ciò significherebbe che la maledizione si sarebbe diffusa anche in California e Chicago.

### sortita
- Stato: deceduto
- Fazione: umanità

Sally (interpretata da Jenna Dewan ) è la migliore amica di Lacey che risiede in uno degli appartamenti della porta accanto. Viene inizialmente vista come una ragazza amichevole e disponibile, ma in seguito è ovviamente influenzata dalla maledizione. Più avanti nel film, Lacey va nel suo appartamento per mostrarle come appare nel suo vestito da allegria, solo per scoprire che beve latte da un gallone, e poi lo rigurgita di nuovo nel gallone, con uno sguardo spettrale sul viso. Successivamente viene uccisa nello stesso modo in cui Jennifer Williams era nel primo film di Grudge . Non si sa come abbia incontrato la maledizione.

### Signora Dalemodificare
- Stato: deceduto
- Fazione: umanità / fantasma vendicativo

La signora Dale (interpretata da Eve Gordon ) è la calma ma spettrale preside della Tokyo International High School . Allison viene chiamata nel suo ufficio un paio di volte nel film, ed è riluttante a dirle cosa non va, dicendo che vuole tornare a casa. Il preside dice ad Allison che ciò che la perseguita non è reale; ha affermato di essere stata a casa Saeki con la polizia, e che non c'è niente lì, dicendo che è solo una vecchia casa abbandonata. Tuttavia, questo si rivela rapidamente falso, quando due fantasmi di Vanessa e Miyuki appaiono accanto a lei, e lei stessa diventa un fantasma, indicando che la maledizione l'aveva già uccisa insieme agli altri.

### Sotaro
- Stato: vivo
- Fazione: umanità

Sotaro (interpretato da Sotaro Nagasawa) è l'insegnante di giapponese alla Tokyo International High School . Durante la sua lezione Allison e Miyuki perseguitati dai fantasmi di Toshio e Mar. Ma lui non ha mai incontrato la maledizione.

### Michael
- Status sconosciuto
- Fazione: umanità

Michael (interpretato da Shaun Sipos ) è il ragazzo premuroso ma piuttosto lussurioso di Miyuki. La notte della morte di Miyuki, la porta in un love hotel. Miyuki trova un preservativo sul letto mentre sta facendo la doccia, indicando che stava chiaramente progettando di fare sesso con lei quella notte. Sta ancora facendo la doccia mentre la maledizione uccide Miyuki, e afferma che è appena scomparsa quando è uscito. Non è noto se abbia ricevuto la maledizione da lei e in seguito lo abbia ucciso.

### John e Annie Flemingmodificare
- Stato: deceduto
- Fazione: umanità

John e Annie Fleming(interpretato da Gwen Lorenzetti e Paul Jarrett) sono i genitori di Allison. Quando Bill e la sua famiglia si trasferiscono per la prima volta, sono molto amichevoli e accoglienti nei loro confronti e suggeriscono di riunirsi per cena qualche volta. Più avanti nel film, Jake li vede aiutare Allison nel loro appartamento; quando saluta il signor Fleming, si gira semplicemente, lancia uno sguardo momentaneo e continua a camminare. Jake in seguito dice a Lacey che si stavano comportando "davvero in modo strano". Non compaiono più nel film, e non si sa se la maledizione li uccida come ha fatto Allison. È del tutto possibile che i genitori fiamminghi ei genitori Kimble siano effettivamente usciti a cena, e che i fiamminghi abbiano ricevuto la maledizione da Allison per poi diffonderla ai Kimbles. Nel finale alternativo, abbiamo scoperto che la casa di Fleming è ora silenziosa, indicando che Mr. e Mrs.
In The Grudge 3 , viene rivelato che John e Annie furono uccisi da Trish.

### Mishima
- Stato: vivo
- Fazione: umanità

Mishima (interpretato da Zen Kajihara) è un amico di Eason che ha un grande interesse per il folklore. Eason va da lui quando lui e Aubrey hanno domande sulla maledizione e sulla storia passata di Kayako, e lui fornisce loro alcune informazioni. Lui stesso non è mai entrato in casa, né ha linee, quindi si presume che non abbia mai incontrato la maledizione da solo.

## The Grudge 3 (2009)

### Lisa
Lisa e la sua asmatica sorella Rose
- Stato: vivo
- Fazione: umanità

Lisa (interpretata da Johanna Braddy ) è la protagonista di The Grudge 3 che vive nello stesso edificio di Jake. È la sorella di Max e Rose. Sembrava vivere nell'appartamento da un po' 'di tempo, conoscendo la maggior parte dei residenti come Jake e Allison Flemming (raramente incontrando quest'ultimo). Al momento degli eventi di The Grudge 3, aveva intenzione di lasciare Chicago per New York con il suo ragazzo per lavorare come modella in modo da poter vincere la borsa di studio per pagare le spese mediche di Rose. Si sente piuttosto a disagio con il fatto che Rose dice che un nuovo ragazzo si è trasferito nell'edificio nonostante non ne abbia sentito parlare prima. In seguito scopre che il "nuovo ragazzo" è in realtà Toshio dopo essersi imbattuto in lui al piano dell'appartamento di Jake. Lisa è una delle due sopravvissute dell'appartamento anche se non sa che il corpo di Rose ospita anche lo spirito di Kayako.

### Rosa
- Stato: vivo
- Fazione: umanità

Rose (interpretata da Jadie Rose Hobson) è una bambina di 8 anni che soffre di attacchi d'asma. È la sorellina di Lisa e Max. Alla fine, Rose chiede a Lisa se saranno al sicuro e Lisa le assicura che lo saranno, abbracciandola. Mentre la telecamera si muove, scopriamo che Lisa ora sta abbracciando Kayako, la sua maledizione ora contenuta nel corpo di Rose. Rose è stata l'unica a fermare la maledizione in tutti i film. È ancora viva, anche se al suo posto viene mostrato Kayako. È implicito che quando invecchierà Kayako prenderà il controllo del suo corpo per riprendersi il proprio corpo.

### Dr. Sullivan
Nonostante l'accoglienza mista a negativa del film, la performance di Smith è stata lodata.
- Stato: deceduto
- Fazione: umanità

Dr. Sullivan (interpretato da Shawnee Smith) è l'assistente sociale di Jake. Dal giorno in cui Jake è stato messo in cura mentale, il dottor Sullivan ha tentato di alleviarlo, credendo che le storie di Jake su Kayako che uccide la sua famiglia fossero semplicemente lui che allucinava la sua matrigna Trish che li uccideva invece (questo era dovuto al fatto che la polizia sospettava che Trish fosse l'assassino. al massimo). Le sue supposizioni vengono sbagliate quando viene chiamata urgentemente nella stanza di Jake da una guardia di sicurezza, solo per vedere Jake morto insieme a ogni osso del suo corpo rotto in un casino sanguinoso. Sullivan in seguito indaga sull'appartamento di Jake ed è colui che racconta a Lisa della morte orribile e anormale di Jake. Informa anche Lisa che il "ragazzo nuovo" che Lisa ha visto nel suo appartamento è in realtà morto dopo aver rivelato una foto di Toshio su un giornale, rivelando che Toshio è morto anni fa. Sullivan in seguito vede visioni insolite nelle telecamere di sorveglianza che guardano i corridoi della struttura e indaga, solo per essere inseguito da Kayako una volta arrivato lì. Tenta di scappare ma viene uccisa quando l'ultima porta che tenta di aprire non risponde nonostante abbia gridato aiuto alla donna delle pulizie appena fuori. Lisa chiama Sullivan dopo che è stata cacciata dal suo appartamento, ma scopre di essere stata uccisa.

### Naoko Kawamata
- Stato: deceduto
- Fazione: Umana (precedentemente) / Spirito vendicativo (attualmente)

Naoko (interpretata da Emi Ikehata) è la sorella minore di Kayako. Per Naoko, crescere sotto le cure della madre è stato "spaventoso", ma per Kayako è stato un incubo vivente. Conosce la maledizione e come farla finita una volta per tutte. Uccisa in preda alla rabbia da un Max posseduto (in un modo simile alla morte di sua sorella), viene resuscitata come una nuova Onryō . Con la maledizione di Kayako ora contenuta nel corpo di Rose, la maledizione di Naoko ha preso il suo posto e ora infesta gli appartamenti di Chicago.

### Daisuke/Actarus
- Stato: vivo
- Fazione: umanità

Daisuke (interpretato da Takatsuna Mukai) è il marito vedovo di Naoko, è apparso brevemente cercando di convincere Naoko per rimanere a Tokyo temendo per la sua sicurezza, perché lei stava tentando di fermare la maledizione, alla fine ha finalmente accetta di lasciarla passare a Chicago . Non ha mai incontrato la maledizione da solo né ha visitato la casa dei Saeki, non si sa se sia a conoscenza della morte di Naoko.

### Max
- Stato: deceduto
- Fazione: umanità

Max(interpretato da Gil McKinney) è il proprietario dell'edificio di Chicago. Sembra che Max sia stato il proprietario dell'appartamento per un po' 'di tempo e mentre si presume abbia fatto abbastanza bene nel suo lavoro prima che il caos che Kayako, Takeo e Toshio iniziassero a causare negli eventi tra il secondo e il terzo film. Gli spiriti hanno causato la morte, la scomparsa o il semplice trasloco di molte persone nell'appartamento, portando Max in tempi difficili, per non parlare del fatto che il flusso di nuovi residenti era al minimo storico. Si scopre che Max è sul punto di essere licenziato e fa il possibile per tenere insieme l'edificio. Presenta Naoko all'edificio (non avendo idea di cosa sia venuta per) e le sue sorelle però non le dicono perché l'appartamento stesso sembra piuttosto vuoto di residenti. Durante tutto il film, diventa chiaro che Max è posseduto da Takeo; mostrando segni di rabbia estrema, risentimento e altri segni di comportamento strano, spaventando Rose e Lisa. Il suo possesso porta anche a essere licenziato dopo aver spinto il suo capo su una pila di mattoni. Max, essendo posseduto, interrompe anche la cerimonia che Naoko tenta di liberarsi degli spiriti di Takeo, Toshio e Kayako. Uccide inconsapevolmente Naoko nello stesso modo in cui Takeo ha ucciso Kayako e dopo che lo spirito di Takeo è stato finalmente bandito, scoppia in lacrime dopo aver visto che era responsabile della morte di Naoko. Viene subito attaccato da Naoko, che ha assunto la forma di un fantasma, simile a quello della sorella Kayako. Max è il vero ultimo ucciso. 

### Andy
- Stato: deceduto
- Fazione: umanità

Andy (interpretato da Beau Mirchoff ) è il fidanzato di Lisa. Era molto ignaro della maledizione negli appartamenti e sembra non preoccuparsi più di tanto delle morti e delle sparizioni. Lui e Lisa stavano per andare a New York, ma Lisa, preoccupata, doveva prendersi cura della sua famiglia, quindi sono rimasti. Subito dopo aver rassicurato Lisa che andrà tutto bene, torna al suo appartamento, solo per trovare le gambe di Toshio su per le scale. Li segue ed entra nella stanza. Viene quindi ucciso dal fantasma di Kayako. Il suo corpo viene successivamente ritrovato da Lisa e Rose, che viene poi posseduto da Kayako per uccidere Lisa.

### Gretchen
La prima apparizione in un film dell'orrore di Marina Sirtis
- Stato: deceduto
- Fazione: umanità

Gretchen (interpretata da Marina Sirtis ) è una vicina di Lisa, Rose e Max e una pittrice. Viene spesso assunta come tutore di Rose quando Max o Lisa sono impegnati. Gretchen sembra essere amica di Max, e viene uccisa da Kayako nel suo appartamento mentre stava dipingendo una foto di Rose, quando Kayako è uscita da uno dei suoi dipinti, si è avvicinata a Gretchen e le ha cavato gli occhi, poi le ha strappato la mascella. . Il suo corpo è stato poi ritrovato da Max e portato via dai paramedici. La morte di Gretchen innesca il possesso di Max.

### Brendamodificare
- Stato: deceduto
- Fazione: umanità

Brenda (interpretata da Mihaela Nankova) e sua madre si trasferiscono dall'edificio di Chicago dopo che Brenda inizia a vedere i fantasmi di Kayako e Toshio. Potrebbe aver avuto una percezione extra sensoriale o una sensazione di morte imminente, come evidenziato dalla sua riluttanza a parlare. È probabile che abbia un disturbo da stress post-traumatico , derivante dai suoi incontri con i fantasmi, lasciandola muta. Sembra anche che abbia perso l'appetito, toccando a malapena la cena cinese di sua madre. Viene uccisa trascinata nella sua vasca da bagno e annegata dallo spirito malvagio di Takeo mentre sua madre stava disfacendo i bagagli. Sua madre è tornata dopo aver sentito una lotta, è tornata per scoprire che Brenda era scomparsa. Non è noto se anche la madre di Brenda venga uccisa dalla maledizione.

### Renee
- Status sconosciuto
- Fazione: umanità

Renee (interpretata da Laura Giosh) è la madre della silenziosa Brenda e una dei pochi inquilini rimasti nell'appartamento. Perché la morte della famiglia Kimble ha spaventato Brenda e poiché Brenda vedeva continuamente Kayako e Toshio, alla fine ha deciso di trasferirsi dagli appartamenti. Non aveva rancore nei confronti di Max, dato che erano in buoni rapporti con il suo trasferimento. Renee cerca di convincere Brenda a parlare durante una cena di cibo cinese, ma rimane insensibile. Prepara un bagno a Brenda per aiutarla a rilassarsi, e mentre disfa i bagagli nella sua nuova casa sente una lotta in bagno e scopre che Brenda è scomparsa. Non si sa cosa ne sia stato di lei, ma poiché aveva vissuto nell'appartamento maledetto, è molto probabile che sia stata successivamente uccisa.

### Ben
- Stato: vivo
- Fazione: umanità

Ben (interpretato da Mike Straub) è una guardia di sicurezza e l'assistente del dottor Sullivan. Dopo aver visto Kayako uccidere Jake attraverso la telecamera, chiama il dottor Sullivan ed entrambi sono scioccati nel vedere il cadavere straziato di Jake. Più tardi, quando Kayako sta inseguendo il dottor Sullivan, il dottor Sullivan lo prega di aprire la porta per salvarla, ma è impegnato a pulire il pavimento e quindi non l'ha sentita.

### Signor Praski
- Stato: deceduto
- Fazione: umanità

Il signor Praski (interpretato da Michael McCoy) è il capo di Max. Voleva dare l'appartamento a una società a causa delle morti, delle sparizioni, degli inquilini in uscita e della perdita di denaro, ma decise di dare a Max un'ultima possibilità. Dopo la morte di Gretchen, vede Max come inadatto a essere il padrone di casa e lo licenzia. Un Max posseduto gli mostra la sua rabbia e lo spinge in un mucchio di mattoni. Poco dopo l'incidente, Toshio lo uccide nella sua macchina.

## The Grudge (Ju-On)

### Y/N
Y/N è ex marito di Kayako, arriva Giappone con una figlia 